# Birger Lindberg
Birger Lindberg, född 18 mars 1902 i Eksjö, död 6 oktober 1975 i Stockholm, var en svensk arkitekt.

## Biografi
Birger Lindberg fick sin utbildning till arkitekt vid KTH i Stockholm (1926-1929) samt vid Konsthögskolan (1933). Han var verksam i Stockholm från 1930, dels tillsammans med sin partner Rolf Hagstrand (Hagstrand & Lindberg) och dels med egen verksamhet. Firman Hagstrand & Lindberg hörde på sin tid till de mest anlitade i Stockholm, kontoret ritade ett 50-tal byggnader. En del av byggprojekten uppfördes av byggmästaren Gösta Videgård. 
Tillsammans med Hagstrand ritade han bland annat radhusen vid Norrskogsvägen 1-3 på Stora Essingen (1936), Aston Hotel med biograf Rival vid Mariatorget (1937) och Kungshuset på Kungsgatan 16-18 (1938-1940). Dessa byggnader är ett  exempel på tidig svensk funkisarkitektur. Bland andra byggnader kan nämnas; Norr Mälarstrand 102, (1939-1940); Kammakargatan 23, 25 (1937-1938); Luntmakargatan 83 - Rehnsgatan 22, (1936-1937) och Grevgatan 40 (1941-1942). 
Utanför Stockholm ritade Hagstrand & Lindberg bland annat: Tennishall i Katrineholm; idrottshallar i Sandviken, Uddevalla, Lysekil, Växjö, Nässjö; simhall i Karlskoga och sjukhus i Askersund. Flygverkstäder på flygvapnets flottiljer; Idrottsinstitut på Bosön. Bland byggnader i egen verksamhet finns: Stiftelsen Hemmet, Vård, Arbete, Krukmakargatan 34 och 34 A i Stockholm (1946-1948). Lindberg blev stadsarkitekt i Katrineholms stad 1937.

## Bilder

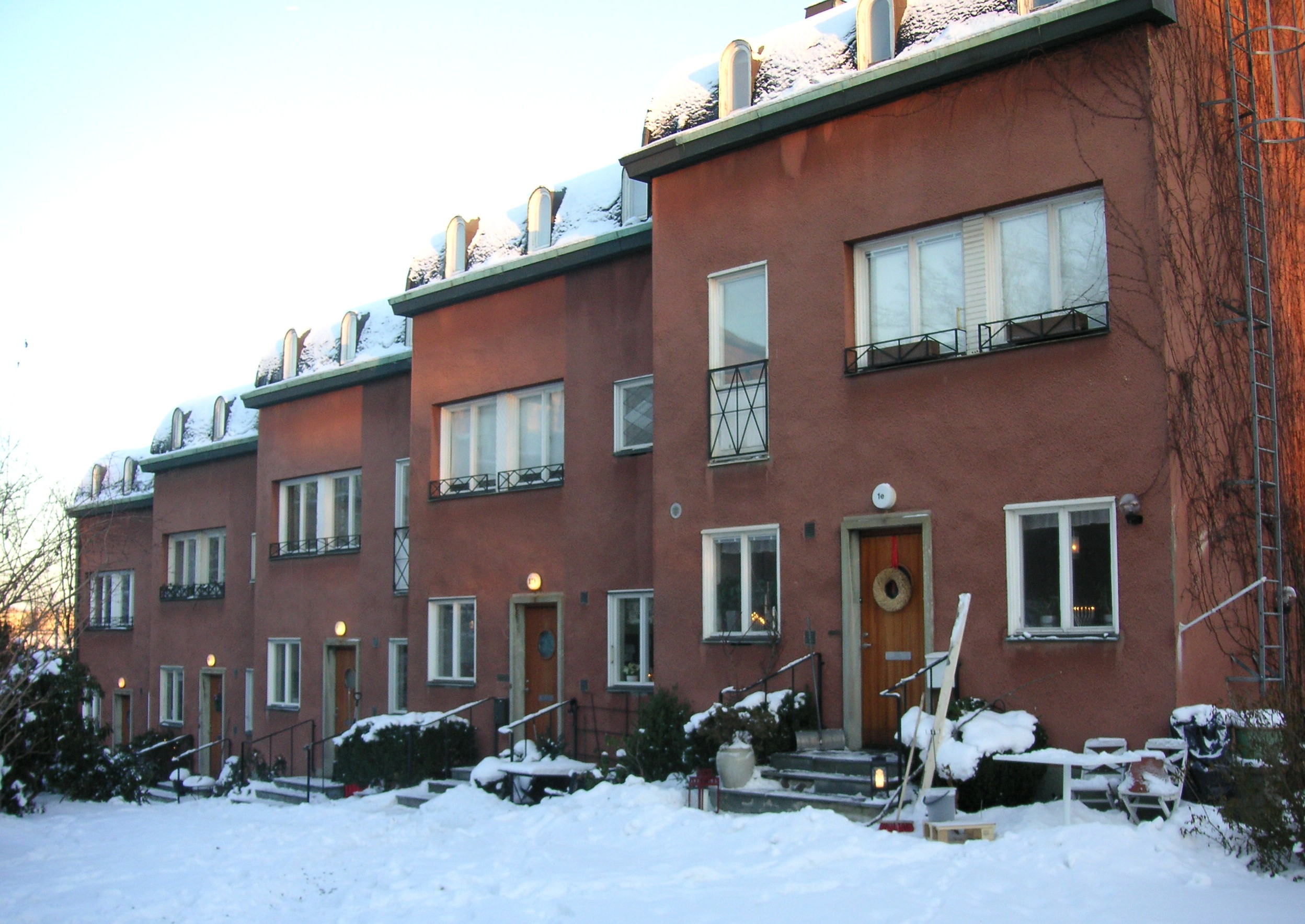
Norrskogsvägen 1-3, Stora Essingen, Stockholm (1936)
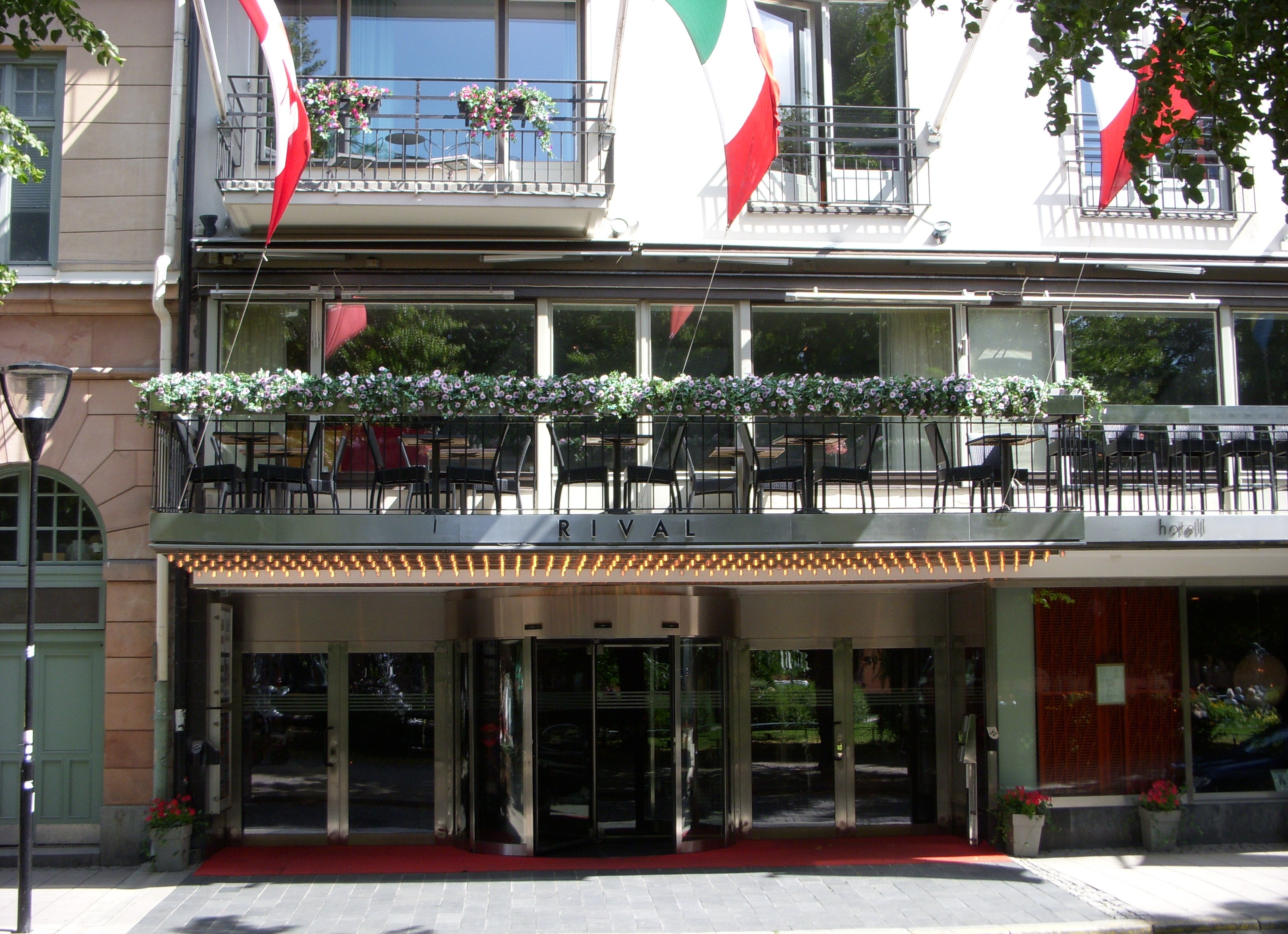
Aston Hotel och biograf Rival, Stockholm (1937)
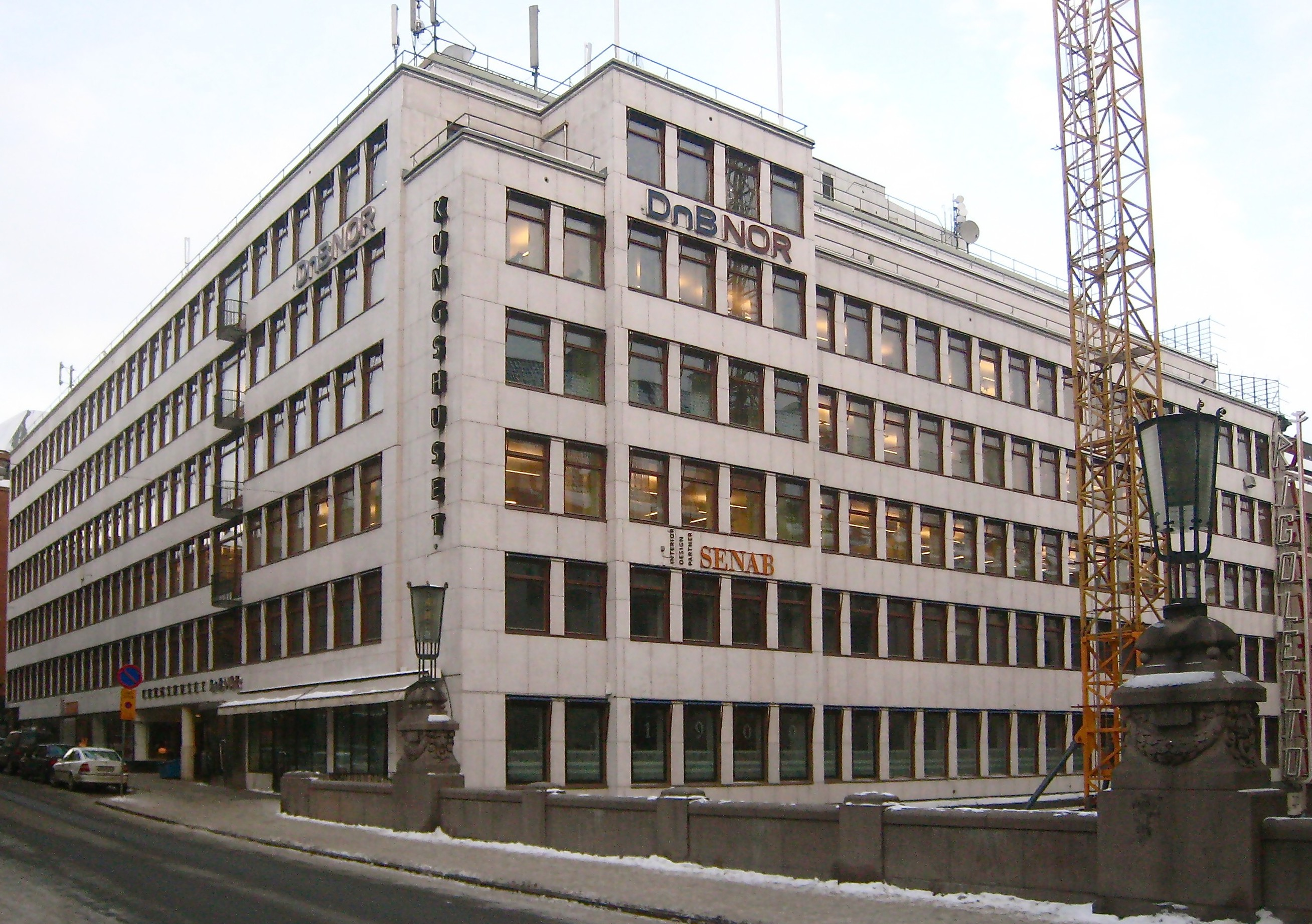
Kungshuset, Stockholm (1938-1940)
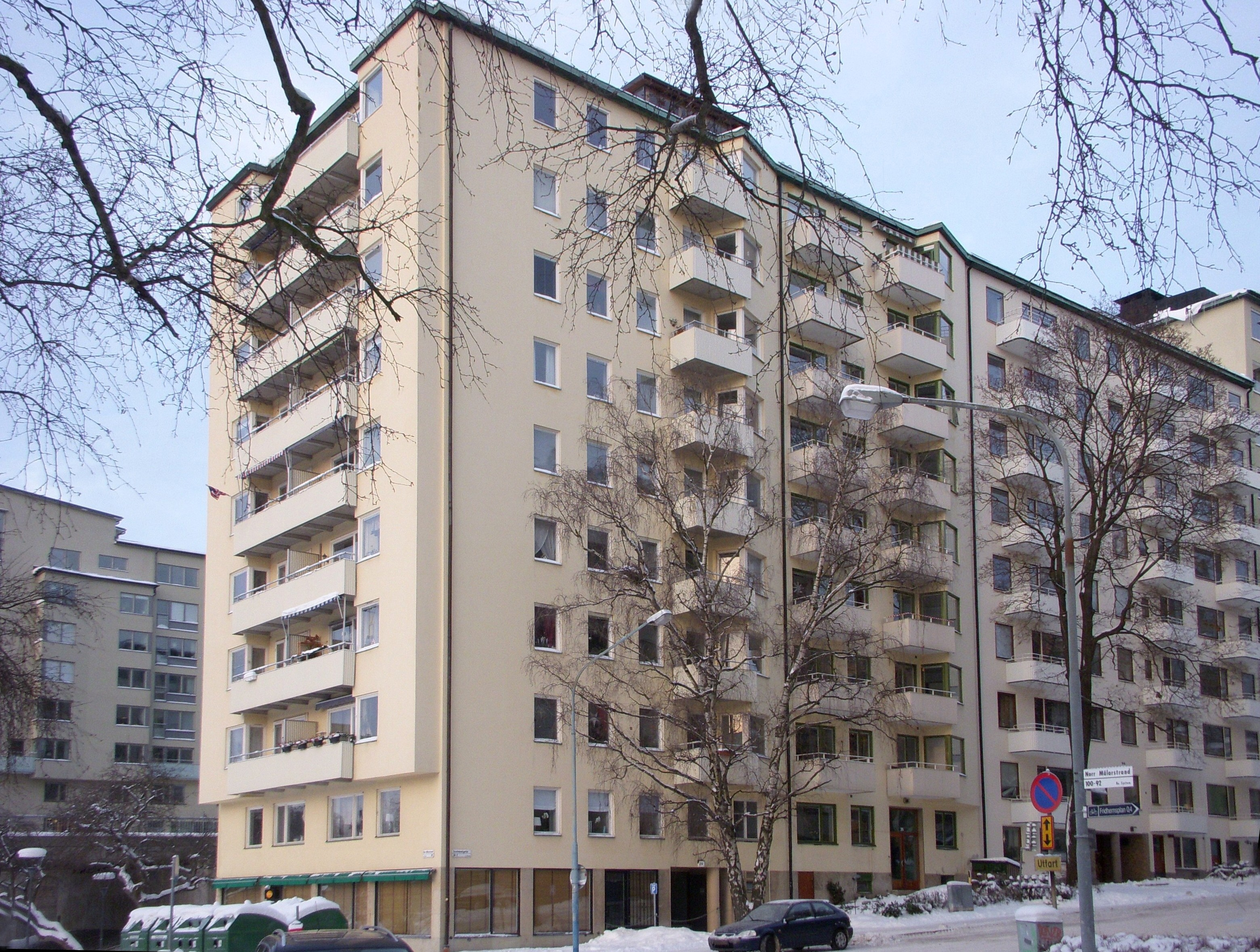
Norr Mälarstrand 102, Stockholm (1938-1940)